# 格洛斯特縣 (維吉尼亞州)
格洛斯特縣（英語：Gloucester County）是美國維吉尼亞州東部的一個縣。面積746平方公里。根據美國2000年人口普查，共有人口34,780人。縣治格洛斯特縣城 (Gloucester Courthouse)。
成立於1651年。縣名來自查理一世的第三子、格洛斯特公爵亨利·斯圖爾特 (Henry Stuart, Duke of Gloucester)。